# 창북중학교 (서울)
창북중학교(倉北中學校)는 대한민국 서울특별시 도봉구 창동에 있는 공립 중학교이다.

## 학교 연혁
- 1986년 12월 17일 : 창북중학교 설립 인가 (남 36학급)
- 1987년 3월 1일 : 초대 이명호 교장 취임
- 1987년 3월 3일 : 제1회 입학식(남 12학급 728명)
- 1987년 5월 7일 : 개교식
- 1990년 2월 14일 : 제1회 졸업 717명
- 2003년 2월 7일 : 슬기관 증축(2층 11교실, 화장실 2동 1,867m2)
- 2019년 9월 1일 : 제11대 김범용 교장 취임
- 2023년 1월 5일 : 제34회 졸업식(남 88명, 여 98명) 총 14,243명 졸업
- 2023년 3월 2일 : 제37회 입학식(남 95명, 여 70명 계 165명)

## 참고 자료
- 창북중학교 - 한국교육학술정보원 학교알리미